# Kvartsspindling
Kvartsspindling (Cortinarius quarciticus) är en svampart som beskrevs av H. Lindstr. 1994. Kvartsspindling ingår i släktet Cortinarius och familjen spindlingar.  Arten är reproducerande i Sverige. Inga underarter finns listade i Catalogue of Life.